# Pink Cream 69
Pink Cream 69 är ett tyskt hårdrocksband grundat 1987 i Karlsruhe av Andi Deris, Dennis Ward, Kosta Zafiriou och Alfred Koffler. (Endast Alfred och Uwe er tyska. David är brittisk, Kosta är grekisk och Dennis är av amerikansk ursprung.) Ett år efter att ha grundats vinner dom en tävling för nykomlingar arrangerad av tidningen Metal Hammer i Ludwigsburg. År 1994 lämnar Andi Deris bandet för att ersätta Michael Kiske som sångare i Helloween. Han ersattes därefter av brittiska sångaren David Readman.
Bandet är oftast kända som The Pinkies och 2003 blev dom ett femmannaband efter att ha värvat gitarristen Uwe Reitenauer som stöd för Alfred Koffler, som drabbades av en nervsjukdom. 
Den femte marsch 2012 meddelade Pink Cream 69 att Kosta Zafiriou lämnar bandet på grund av hans medverkan som manager inom företaget Bottom Row och som trummis i bandet Unisonic, där även Dennis Ward medverkar. Han ersattes av Chris Schmidt som länge varit trumtekniker och god vän till bandet.

## Medlemmar
- Andi Deris – sång, gitarr, akustisk gitarr (1987–1993)
- Kosta Zafiriou – trummor, bakgrundssång (1987–2012)
- Dennis Ward – basgitarr, keyboard, bakgrundssång (1987–2019)
- Doogie White – sång (1994)
- Uwe Reitenauer – gitarr, bakgrundssång (2007–2020)
- Alfred Koffler – gitarr, bakgrundssång (1987–2023)
- David Readman – sång (1994–2023)
- Chris Schmidt – trummor (2012–2023)

### Turnerande medlemmar
- Roman "Morales" Beselt – basgitarr
- Marco Wriedt – gitarr (2011)

## Diskografi

### Studioalbum
- 1989: Pink Cream 69
- 1991: One Size Fits All
- 1993: Games People Play
- 1995: Change
- 1997: Food for Thought
- 1998: Electrified
- 2000: Sonic Dynamite
- 2001: Endangered
- 2004: Thunderdome
- 2007: In10sity
- 2013: Ceremonial
- 2017: Headstrong

### EP
- 1991: 49°/8°
- 1991: 36°/140°
- 2000: Mixery

### Livealbum
- 1997: Live
- 2009: Live in Karlsruhe

### DVD
- 2009: Pink Cream 69 – Past & Present[1]

### Singlar
- 1989: "One Step Into Paradise"
- 1990: "Close Your Eyes"
- 1991: "Do You Like It Like That"
- 1991: "White Men Do Not Reggae"
- 1991: "Ballerina"
- 1993: "Face In The Mirror"
- 1993: "Keep Your Eyes On The Twisted"
- 1993: "Somedays I Sail"
- 1995: "20th Century Boy" (T-Rex cover)
- 1995: "Only The Good"
- 1999: "Shame"